# Showtime Networks
Showtime Networks Inc. (SNI) es una filial del conglomerado de medios Paramount Skydance Corporation que supervisa los canales premium de televisión por suscripción, incluyendo su servicio estrella Showtime.

## Canales
| Nombre | Notas      |
| --- | ---------- |
| Showtime - Showtime 2 - Showcase - Showtime Beyond - Showtime Extreme - Showtime Family Zone - Showtime Next - Showtime Women | [ nota 2 ] |
| The Movie Channel - The Movie Channel Xtra                                                                                    | [ nota 3 ] |
| Flix | 2          |

## Descripción
La compañía se estableció en 1983 como Showtime/The Movie Channel, Inc. después de que Viacom y Warner-Amex Satellite Entertainment (ahora Viacom Media Networks) fusionaran sus canales premium, Showtime y The Movie Channel, respectivamente, en una división. En 1984, American Express vendió su interés en Warner-Amex a Warner Communications Inc.,
convirtiendo a Warner en el único medio propietario de Showtime/TMC. En 1985, Warner vendió su mitad de interés a Viacom, haciendo de la compañía una filial de propiedad total de Viacom. En 1988, la compañía pasó a llamarse Showtime Networks Inc.
SNI, junto con CBS, The CW Television Network (anteriormente UPN), Viacom Outdoor, Spelling Television, CBS Television Studios (anteriormente CBS Productions, Paramount Television y CBS Paramount Television), CBS Television Distribution y otras entidades se convirtieron en parte de CBS Corporation cuando CBS se separó oficialmente de Viacom en diciembre de 2005. SNI dirigió la CBS, Robert Redford y NBC Universal y la empresa conjunta Sundance Channel hasta 2008, cuando fue vendida a Rainbow Media (ahora AMC Networks).